# Charlemont Fort

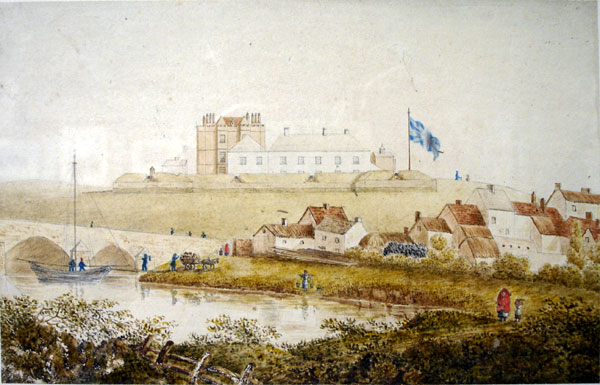
Charlemont Fort im 18. Jahrhundert

Charlemont Fort war ein Garnisonsfort im Dorf Charlemont (irisch Achadh an Dá Chora) im nordirischen County Armagh.

## Geschichte
Das Fort wurde 1602 für Lord Mountjoy erbaut. 1920 wurde es durch einen Brand zerstört und das einzige heute noch erhaltene Gebäude ist das Torhaus. Der Name Charlemont ist von Charles Blounts Vornamen abgeleitet. Das Fort lag am Armagh-Ufer des River Blackwater und war mit einer Garnison von 150 Männern unter dem Befehl von Sir Toby Caulfeild belegt, dessen Nachkommen sich nach diesem Ort benannten.
Die Festung Charlemont erwies sich als von großer strategischer Bedeutung in den irischen Konföderationskriegen in den 1640er-Jahren, da es sich um eine der wenigen Festungen im damaligen Irland handelte. Sie wurde 1641 von den Truppen Felim O’Neills erobert und die Ulster-Armee der irischen Konföderierten hielten sie die gesamten 1640er-Jahre über. Schließlich wurde sie durch Charles Coote eingenommen, nachdem die Garnison Ende der 1650er-Jahre durch die New Model Army verstärkt worden war, aber Hunderte von Cootes Soldaten wurden bei diesem Angriff getötet. Am 14. Februar 1858 wurde das Fort als Garnison aufgegeben.

## Zerstörung
Am 30. Juli 1920 nahm eine Gruppe von etwa 40 Männern das Fort ein, das von einem Burgwart bewacht worden war, und brannten es nieder. Die Ruinen wurden 1921 ab einen Bauträger verkauft. 1920 verlor die Familie ihr großartiges Roxborough Castle in Dungannon in gleicher Weise.